# Hartlhütte
Die Alm der Hartlhütte (auch Hartl-Hütte) liegt in der Marktgemeinde Bad Hofgastein im österreichischen Bundesland Salzburg.

## Lage und Charakteristik
Die Alm erstreckt sich im oberen Angertal an den südöstlichen Hängen des Kalkbretterkopfs in der Goldberggruppe. Sie befindet sich in der Ortschaft Anger und in der Katastralgemeinde Vorderschneeberg. Sie ist dem Hartlgut in Anger zugehörig. Südlich der Alm fließt der Angerbach, in den am gegenüberliegenden Ufer der Schattbach mündet. Sie ist von einem Grauerlen-Hangwald umgeben. Das Areal liegt in der Rotwild-Ruhezone Angertal-Rettenwandalm, die von 1. November bis 31. Mai nicht betreten werden darf.
Die Hartlhütte steht auf einer Höhe von 1279 m ü. A. Sie zählt zu den älteren Almhütten im Gasteinertal, wird allerdings nicht mehr für die traditionelle Almwirtschaft genutzt.

## Geschichte
Im von 1823 bis 1830 erstellten Franziszeischen Kataster ist die Alm als Kadauner Heimalpe mit über einem Dutzend Gebäuden verzeichnet.